# Kolostor utca (Brassó)
A Kolostor utca (románul: Strada Mureșenilor, németül: Klostergasse) Brassó turisztikai szempontból egyik legismertebb utcája. Északi végén emelkedett a Kolostor utcai kapu, a városerőd egyik legnagyobb és legerősebb városkapuja. Mind az utca, mind a kapu a domonkos kolostorról kapta nevét, mely a jelenlegi barokk katolikus templom helyén állt.
A középkortól máig a belváros egyik legforgalmasabb utcája: régen itt mentek a havasalföldi kereskedők a főtéri vásárra, manapság pedig ez a régi központ egyik fontos kereskedelmi artériája. Orbán Balázs 1868-ban Brassó „legszebb és legelegánsabb” utcájának nevezte.

## Elnevezése
Német, magyar, és latin neve a 14. századi domonkos kolostorra, illetve annak Szent Péter és Szent Pál templomára utal. Régi román neve – Ulița Vămii, azaz Vám utca – onnan ered, hogy itt volt a vám, ahol a havasalföldi és bolgárszegi román kereskedők huszadot kellett fizessenek.
Okmányokban legelőször 1486-ban utalnak rá (ekkor 56 adófizetőt jegyeztek, akik kivétel nélkül szászok voltak), azonban ekkor nem nevezik meg. 1520-ban Platea Petri és Platea claustri neveken említik, 1534-ben Klostergasz, 1539-ben platea Closter. Orbán Balázs Klastrom utcának nevezi. A két világháború közötti elnevezése Voievodul Mihai, majd Principele Carol. 1948 után Strada 7 Noiembrie, majd 1991-től Strada Mureșenilor, a brassói Mureșanu családra utalva. Megjegyzendő, hogy 1926–1948 között az Árvaház utcát nevezték Mureșenilornak.

## Története
A 18–19. században még úgy tartották, hogy a városerőd északkeleti része népesült be legkorábban; Joseph Teutsch szerint a Kolostor utca volt a régi városközpont magja. 20. századi elméletek szerint azonban a város éppen ellenkező irányban, nyugatról kelet felé terjeszkedett, és a Kolostor utca csak későn, a 14. században épült be. A Kapu utcához hasonlóan felső (a jelenlegi Michael Weiss utcáig húzódó) része 1325–1350 között alakult ki a főtéri Lensor meghosszabbításával, alsó része pedig a 14. század második felében.
Az utca terjeszkedésének északi határa a domonkos kolostor és annak Szent Péternek és Szent Pálnak szentelt temploma volt. A domonkosok letelepedését 1323-ban engedélyezte a barcelonai egyetemes rendi gyűlés, és 1342-ből származik a templom első említése. A kolostorral szemben, az utca másik oldalán épült fel később a Mindszentek kápolnája (más források szerint egy Szent Miklósnak szentelt kápolna); meg nem erősített források szerint itt kezdte működését a Johannes Honterus által alapított iskola.
A 14. század végén kezdték építeni Brassó első várfalait, melyek nyugati vonala párhuzamos volt a Kolostor utcával, az utca északi végén pedig felépült a Kolostor utcai kapu. Ez kezdetben egy egyszerű, tornyos építmény volt, azonban az elkövetkező évszázadok során egy közel száz méter hosszú erődítmény-komplexummá nőtte ki magát. A 16. században egy további várfalat is emeltek, a belső és külső várfalak közötti területet pedig zwingerekre (szorítókra) osztották fel; a Kolostor utca házai mögött voltak a Jegyzők és a Szíjgyártók zwingerei. Egy 1602-es rendelet szerint a havasalföldi kereskedők csak a Kolostor utcai kapun léphettek be a városba, csak ezen keresztül hagyhatták el azt, és csak a Kolostor utca fogadóiban szállhattak meg.
Az 1689-es tűzvész a legtöbb házat elpusztította, újjáépítésük évtizedeket vett igénybe. A kaput 1738-ban földrengés rongálta meg, és a 19. században mind jobban akadályozta a forgalmat, ezért 1835–1836-ban lebontották. Helyén 1838-ban Andreas Dieners tervei alapján egy neoklasszikus díszkaput emeltek, melynek két bejárata volt a szekerek, kettő a gyalogosok számára. Ezt 1891-ben bontották le, ugyanis az akkor épülő Bertalan–Hosszúfalu-vasútvonal mozdonyai nem fértek át a kapu alatt. A vasút 1891 és 1927 között közlekedett a Kolostor utca mentén.
A 19. században a házak fokozatosan kicserélődtek, a kapu és a várfalak lebontásával az utca tovább terjeszkedett észak felé. A Főtér és a Kapu utca után itt volt a legtöbb üzlet és kereskedés. Az utca a századforduló körül nyerte el jelenlegi kinézetét, mikor megjelentek a nagyméretű, szecessziós homlokzatú házak és paloták.

## Leírása
A Kolostor utca – és folytatásai, a Lensor és a Lópiac – a legkönnyebb és leggyorsabb északkelet-délnyugat irányú útvonal a történelmi központon keresztül mind járművek, mind gyalogosok számára. Felső – Főtér felőli – részét a 19–20. század fordulóján épült szecessziós stílusú paloták uralják, alsó részének legfőbb látványossága a római katolikus templom.
Az északnyugati sor legtöbb telke magába foglalja a régi zwingereket, a korai (belső) várfalak maradványait pedig beépítették az épületekbe. Az 1. számú ház mögött még látható a Jegyzők tornya (ezt a főtéri Seuler-ház alatti átjárón lehet elérni), a 9. számú ház mögött pedig a Nyomdászok tornya.

### Északnyugati házsor

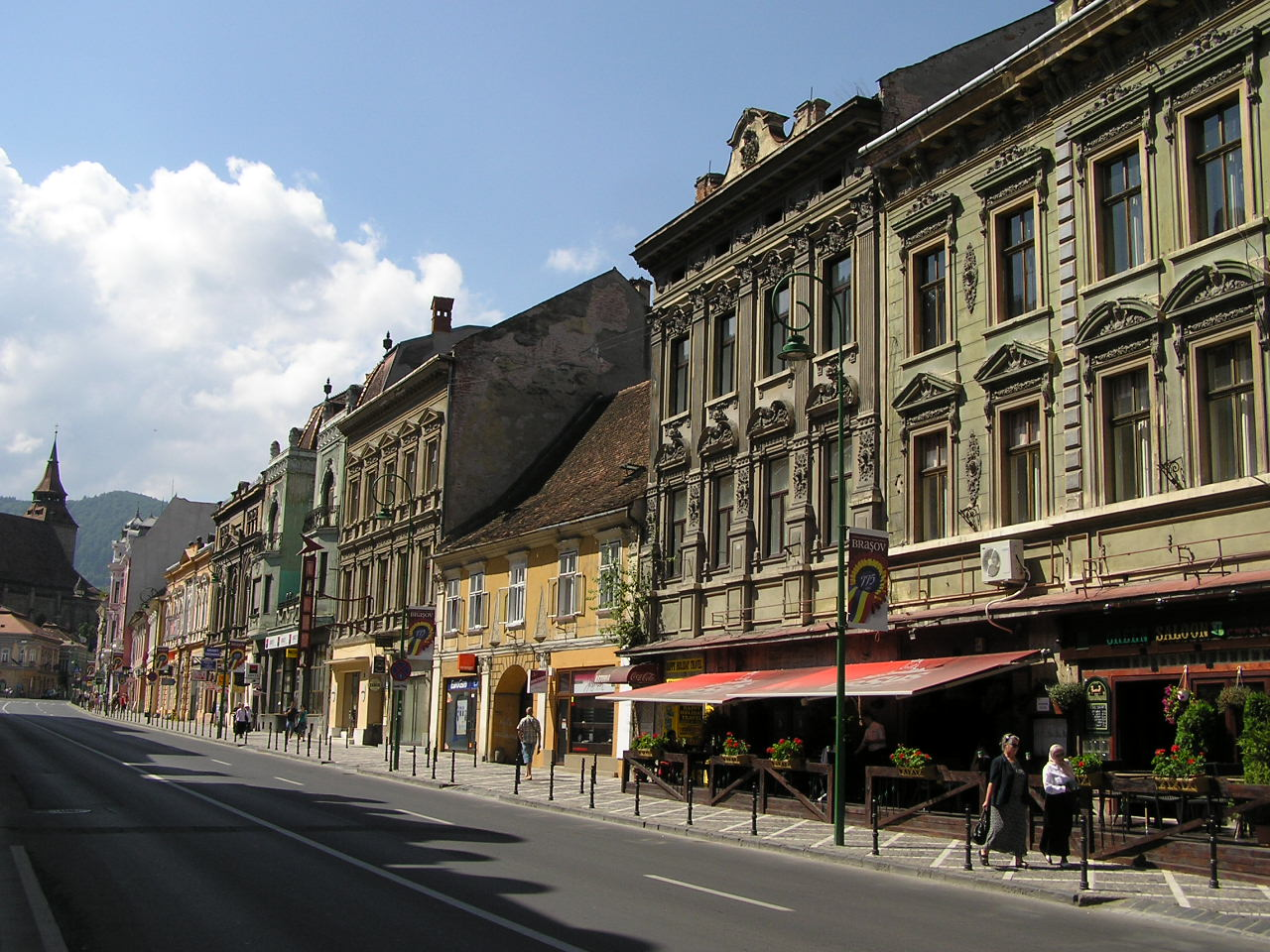
Az északnyugati házsor

- 1. 1900-ban épült a Brassói Takarékpénztár székhelyeként, két régebbi ház (Closius és Brennerberg) helyén. 1928-ban a Takarékpénztár a Friedrich Czell-palotába költözött, az épületből lakóház lett. Itt lakott Sextil Pușcariu román nyelvész.[16]
- 3. Popp-ház, 1886-ban épült Ghiță Popp számára Christian Kertsch tervei alapján.[16]
- 5. Spitz-palota, 1912-ben épült Albert Spitz tervei alapján a Pesti Magyar Kereskedelmi Bank brassói fiókjának székhelyeként. Később a Román Agrárbank használta, földszintjén könyvesboltot nyitottak. Jelenleg a Román Fejlesztési Bank (BRD) épülete.[16] Ifjúkorában itt lakott Ștefan Baciu költő, emlékirataiban részletesen leírja az épületet.[17] Hátsó szárnya a Várkert sétányra nyílik, itt működik a Vöröskereszt.
- 7. A 17. században itt volt Michael Weiss városbíró lakóháza. A jelenlegi épület a 18. század végén épült, 1887-ben Peter Bartesch városi építész tervei alapján átépítették. Itt működött az Európa Szálló, a 20. században pedig a Corso, majd a Popular mozi. Jelenleg lakóház.[18]
- 9. Schobeln-ház, az utca legrégibb fennmaradt épülete. A 16. századból származó, reneszánsz stílusú házat rendre a Hermann, Seuler, Albrich, majd a Schobeln család birtokolta. Az épületben évszázadokon keresztül nyomda működött.[14]
- 11. Grünfeld-ház, masszív, háromszintes épület.[16]
- 13. Karl Czell-palota, 1898-ban épült nagyméretű bérház, tervezője Christian Kertsch. A brassói „Czell-paloták” egyike.[19]
- 17. Garoiu-ház, díszes, neobarokk homlokzatú, 1898-ban emelt épület.[16] Díszítése hasonló az egykori bukaresti Sturdza-palotáéhoz.[17]
- 19. Plébániaépület, a katolikus templommal egy időben épült. 1837-ben itt kezdte meg működését a Római Katholikus Főgimnázium.[20]
- 21. Belvárosi katolikus templom, a város legjelentősebb barokk műemléke. 1776–1782 között építették, korábban ezen a helyen volt a domonkosok kolostora és gótikus temploma, melyet a reformáció után az evangélikusok, majd reformátusok használtak. Miután egy földrengésben károsodott, 1766-ban lebontották. Az új, barokk templom nem keletelt, hogy beilleszkedjen a kialakult utcaképbe.[20]
- A Kolostor utca és a Rezső körút sarkán van az egykori Nyugdíjpénztár épülete, ahol ma a Transilvania Egyetem igazgatósága (rektorátusa) működik.[16]
- 29. Hadsereg háza (Cercul Militar), 1936–1946 között épült a román hadsereg tisztjeinek számára. Voltaképpen már nem a történelmi központban, hanem a Postaréten van; korábban földszintes házak álltak itt. Ötszintes épület, belső kialakítását csak 1959-ben fejezték be.[21]

### Délkeleti házsor

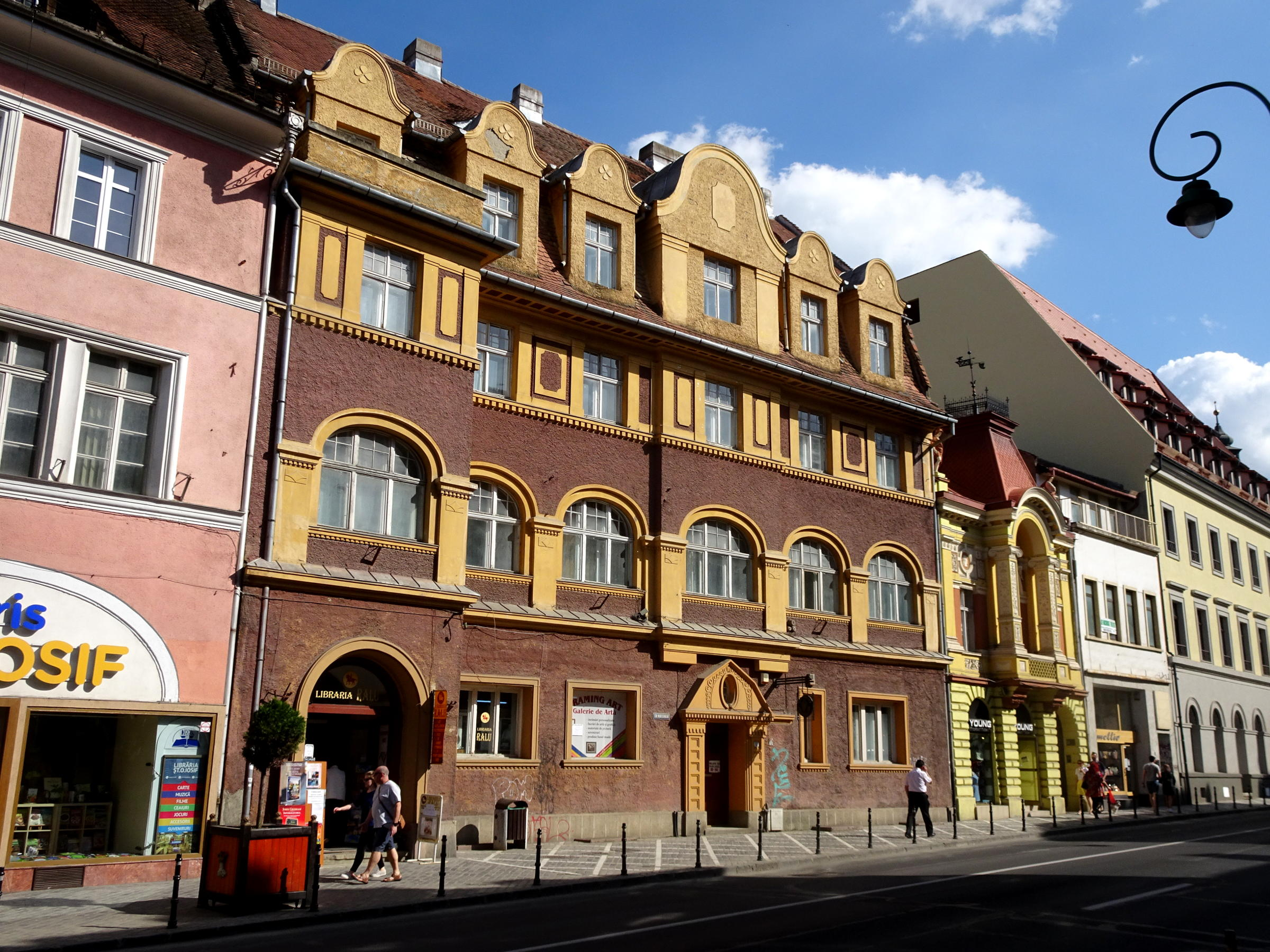
A délkeleti házsor

- 2. Trauschenfels-ház, 1852-ben építtette Friedrich Schneider vaskereskedő egy korábbi ház helyén. Schneider után lánya, Josephine von Trauschenfels örökölte. Háromszintes, masszív épület, földszintjén 1894-ig kovácsműhelyek működtek. 1894-ben Alexander Drechsler megvásárolta a földszinti helyiségeket, és a válaszfalakat eltávolítva kávéházat alakított ki, mely 1895 januárjában nyílt meg.[22] A kávéház gyakori látogatója volt Szemlér Ferenc és Octav Șuluțiu.[17]
- 6. A 19. század közepén, Erdély tíz kerületre való osztása idején itt működött a brassói kerületi bíróság (Kreisgericht). A jelenlegi épületet 1908-ban építették a Magyar Általános Hitelbank székhelyeként. Később a Román Hitelbank, majd a Román Takarékpénztár (CEC) vette át.[23] Az eredetileg háromszintes épületre 2020-ban új tulajdonosai engedély nélkül további három emeletet építettek, eltorzítva a belváros sziluettjét.[24]
- 10. Verzár-ház, 1886-ban épült Christian Kertsch tervei alapján az örmény Verzár család számára. Az agyondíszített, színesre festett épületet Sextil Pușcariu kínai pagodához hasonlította.[25]
- 12. Az egykori Burzenländer Hof épülete. A 17–18. században itt volt a vám és a postahivatal, majd 1823-tól a városi kocsma és a Goldenen Krone (Arany Korona) fogadó, a 19. századi Brassó legnagyobb és legismertebb fogadója.[26] A jelenlegi, nagyméretű épület 1913-ból származik, hátsó bejárata a Rózsapiacra nyílik, tervezője Wilhelm Schmidts volt. Ebben működött a Burzenländer Hof (Barcasági Udvar) szálló, majd az 1948-as államosítás után az 1970-es évekig a rendőrség.[16]
- 20. Clompe-ház, 1903-ban emelt szecessziós épület.[16]
- 28. Wilhelm Czell-palota, 1901-ben épült nagyméretű bérház, tervezője Albert Schuller. A brassói „Czell-paloták” egyike; a homlokzatot díszítő, napot és angyalokat ábrázoló domborműveknek köszönhetően „napos palotaként” is ismerik.[27]

## Műemlékek
Az utcából 7 épület szerepel a romániai műemlékek jegyzékében, ezek közül kettő (a katolikus templom és a Schobeln-ház) országos jelentőségű műemlék.
| \| Házszám \| Kép \| Megnevezés \| Építés dátuma \| Műemlék kódja \| \| ------- \| --- \| ------------------------------------------ \| ---------------- \| --------------- \| \| 9 \| \| Schobeln-ház \| 1550, 18. század \| BV-II-m-A-11467 \| \| 15 \| \| Lázár-ház \| 16–19. század \| BV-II-m-B-11468 \| \| 19 \| \| Plébániaépület \| 16–19. század \| BV-II-m-B-11469 \| \| 21 \| \| Szent Péter és Szent Pál katolikus templom \| 1776–1782 \| BV-II-m-A-11470 \| \| 23 \| \| Lakóház \| 16–19. század \| BV-II-m-B-11471 \| \| 25 \| \| Lakóház \| 19. század \| BV-II-m-B-11472 \| \| 29 \| \| Hadsereg háza \| 1936–1946 \| BV-II-m-B-11473 \| |     |                                            |                  |                 |
| Házszám | Kép | Megnevezés                                 | Építés dátuma    | Műemlék kódja   |
| 9 |     | Schobeln-ház                               | 1550, 18. század | BV-II-m-A-11467 |
| 15 |     | Lázár-ház                                  | 16–19. század    | BV-II-m-B-11468 |
| 19 |     | Plébániaépület                             | 16–19. század    | BV-II-m-B-11469 |
| 21 |     | Szent Péter és Szent Pál katolikus templom | 1776–1782        | BV-II-m-A-11470 |
| 23 |     | Lakóház                                    | 16–19. század    | BV-II-m-B-11471 |
| 25 |     | Lakóház                                    | 19. század       | BV-II-m-B-11472 |
| 29 |     | Hadsereg háza                              | 1936–1946        | BV-II-m-B-11473 |